# Malacopteron
Malacopteron – rodzaj ptaków z rodziny dżunglaków (Pellorneidae).

## Zasięg występowania
Rodzaj obejmuje gatunki występujące w Azji Południowo-Wschodniej.

## Morfologia
Długość ciała 14–19,5 cm, masa ciała 13–37 g.

## Systematyka

### Etymologia
- Malacopteron (rodz. męski): gr. μαλακος malakos „miękki”; πτερον pteron „pióro”[6].
- Ophrydornis (rodz. męski): gr. οφρυδιον ophrudion „brew”, od zdrobnienia οφρυς ophrus, οφρυος ophruos „brew”; ορνις ornis, ορνιθος ornithos „ptak”[7]. Gatunek typowy: Setaria albogularis Blyth, 1844.

### Podział systematyczny
Do rodzaju należą następujące gatunki:
- Malacopteron affine (Blyth, 1842) – sundajek ciemnołbisty
- Malacopteron albogulare (Blyth, 1844) – sundajek białobrewy
- Malacopteron cinereum Eyton, 1839 – sundajek łuskogłowy
- Malacopteron magnum Eyton, 1839 – sundajek rdzawoczelny
- Malacopteron palawanense Büttikofer, 1895 – sundajek rdzawołbisty
- Malacopteron magnirostre (F. Moore, 1854) – sundajek wąsaty